# Dinophasma viridis
Dinophasma viridis är en insektsart som beskrevs av Bragg 2005. Dinophasma viridis ingår i släktet Dinophasma och familjen Aschiphasmatidae. Inga underarter finns listade i Catalogue of Life.